# نهر كولفيل (ألاسكا)
نهر كولفيل (بالإنجليزية: Colville River) هو نهر رئيسي يقع على ساحل المحيط المتجمد الشمالي في ألاسكا في الولايات المتحدة ويمتد على طول يقدر بنحو 350 ميل (560 كـم). ويعتبر كولفيل أحد الأنهار الرئيسية في أقصى الجزء الشمالي من قارة أمريكا الشمالية، حيث يستنزف جزءا كبيرا من منطقة التندرا النائية على الجانب الشمالي من سلسلة بروكس بالكامل فوق الدائرة القطبية الشمالية. يتجمد النهر لأكثر من نصف عام ويفيض كل ربيع.
يرتفع على المنحدر الشمالي لجبال دي لونج في الطرف الغربي من سلسلة بروكس شمال التقسيم القاري في الركن الجنوبي الغربي من محمية البترول الوطنية. يتدفق في البداية شمالًا ثم شرقًا بشكل عام عبر التلال على الجانب الشمالي من النطاق ويتسع لأنه يتلقى تدفقًا للعديد من الروافد التي تنحدر من نطاق بروكس الأوسط. على طول مسارها الأوسط تشكل الحدود الجنوبية الشرقية للاحتياطي البترولي الوطني. في قرية إنيوبيات في أوميات يتجه الشمال ليتدفق عبر سهل القطب الشمالي ويدخل في غرب بحر بوفورت في دلتا واسعة بالقرب من نويكسوت، تقريبًا 120 ميل (190 كم) غرب خليج برودهو.